# Guandong
Cet article possède un paronyme, voir Guangdong.
Ne doit pas être confondu avec Gwandong (région).

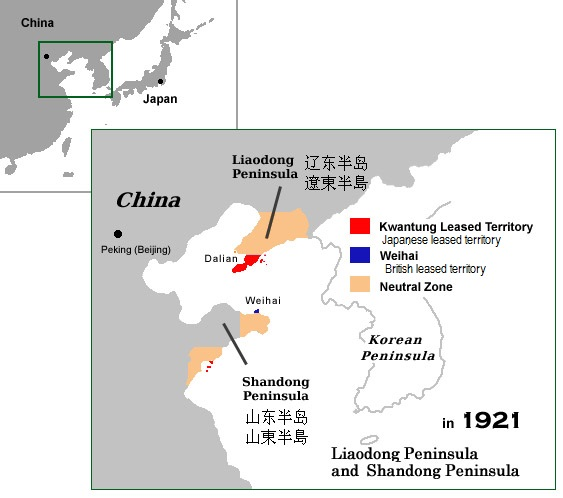
Le territoire du Guandong en rouge.

Le Guandong ou Kwantung (sinogrammes 關東/关东 ; hanyu pinyin Guāndōng ; Wade-Giles Kuan-tung) est un territoire situé au Sud de la péninsule du Liaodong en Mandchourie qui exista de 1898 à 1945. C'est l'une des nombreuses concessions territoriales que la Chine des Qing a dû céder aux pays étrangers à la fin du XIXe siècle. Le territoire comprend les ports de Lüshunkou (Port-Arthur en russe, Ryojun en japonais) et Dalian (Dalniy, Dal'nii en russe, ou Dairen en japonais), économiquement et militairement importants.
Le Guandong est d'abord cédé pour 25 ans à l'Empire russe le 15 mars 1898 sur la base du traité inégal de Lüda (en). Il passe ensuite sous domination japonaise à l'issue de la guerre russo-japonaise de 1904-1905. Reconquis en aout 1945 par l'Union soviétique à la fin de la Seconde Guerre mondiale, le territoire est placé sous administration commune soviétique et chinoise jusqu'au 11 octobre 1955, date à laquelle il retourne intégralement à la république populaire de Chine.
Le nom Guandong (關東) signifie « à l'Est du col de Shanhai », en référence à une partie de Qinhuangdao dans l'actuelle province du Hebei, à l'extrémité Est de la Grande Muraille. Le nom faisait initialement référence à toute la Mandchourie mais a plus tard été utilisé pour désigner juste le territoire.

## Gouverneurs-généraux japonais du Guandong
| #  | Nom                               | De                | À                 |
| -- | --------------------------------- | ----------------- | ----------------- |
| 1  | Ōshima Yoshimasa (大島義昌)       | 10 octobre 1905   | 26 avril 1912     |
| 2  | Fukushima Yasumasa (福島安正)     | 26 avril 1912     | 15 septembre 1914 |
| 3  | Nakamura Akira (中村覚)           | 15 septembre 1914 | 31 juillet 1917   |
| 4  | Nakamura Yujiro (中村雄次郎)      | 31 juillet 1917   | 12 avril 1919     |
| 5  | Hayashi Gonsuke (林権助)          | 12 avril 1919     | 24 mai 1920       |
| 6  | Yamagata Isaburō (山県伊三郎)     | 24 mai 1920       | 8 septembre 1922  |
| 7  | Ijuin Hikokichi (en) (伊集院彦吉) | 8 septembre 1922  | 26 septembre 1923 |
| 8  | Hideo Kodama (児玉秀雄)           | 26 septembre 1923 | 17 décembre 1927  |
| 9  | Kenjiro Kinoshita (木下謙次郎)    | 17 décembre 1927  | 17 août 1929      |
| 10 | Ōta Masahiro (太田政弘)           | 17 août 1929      | 16 janvier 1931   |
| 11 | Seiji Tsukamoto (塚本清治)        | 16 janvier 1931   | 11 janvier 1932   |
| 12 | Mannosuke Yamaoka (山岡万之助)    | 11 janvier 1932   | 8 août 1932       |
| 13 | Nobuyoshi Mutō (武藤信義)         | 8 août 1932       | 28 juillet 1933   |
| 14 | Takashi Hishikari (菱刈隆)        | 28 juillet 1933   | 10 décembre 1934  |
| 15 | Jirō Minami (南次郎)              | 10 décembre 1934  | 6 mars 1936       |
| 16 | Kenkichi Ueda (植田謙吉)          | 6 mars 1936       | 7 septembre 1939  |
| 17 | Yoshijirō Umezu (梅津美治郎)      | 7 septembre 1939  | 18 juillet 1944   |
| 18 | Otozō Yamada (山田乙三)           | 18 juillet 1944   | 28 août 1945      |